# Livländska korståget
Det Livländska korståget ägde rum mellan 1198 och 1290, och var en del av de nordiska korstågen, som hade sanktionerats av påven för att kristna de kvarvarande hedniska områdena i Baltikum, som då kallades Livland. De utfördes främst av tyskar och danskar och resulterade i den slutliga erövringen och kristnandet av nuvarande Lettland, Estland, Ostpreussen och vissa delar av Litauen. 
Dessa territorier förklarades 2 februari 1207 av påven Innocentius III som Terra Mariana och politiskt underkastat det Tysk-romerska kejsardömet och religiöst den katolska kyrkan. Estland blev därmed ett danskt hertigdöme och de södra delarna en del av den tyska Livländska orden (som 1346 inlemmade även Estland). 